# Basiliek Saint-Andoche van Saulieu
De Basiliek Saint-Andoche van Saulieu is een romaanse kerk in Saulieu, in het Franse departement Côte-d'Or in de regio Bourgogne-Franche-Comté. De bouw begon aan het einde van de 11e eeuw volgens het clunisiënzer grondplan. De kerk staat sinds 1840 op de lijst van historische monumenten.

## Geschiedenis
De huidige basiliek is gebouwd op de plaats waar in de 2e eeuw de heilige Andochius met enkele gezellen waarschijnlijk werd vermoord en waar al eerder enkele kerken hebben gestaan. De eerste kerk, in het begin van de 4e eeuw gebouwd, was al een bedevaartsoord vanwege dit feit. In 731 werd deze kerk bij een inval van de Saracenen vernield, waarna op last van Karel de Grote een nieuwe kerk werd gebouwd. Door oorlogen en plunderingen was het gebouw in de 11e eeuw een ruïne.
Aan het einde van de 11e eeuw ging men over tot nieuwbouw en ontstond de huidige basiliek. De nabij gelegen benedictijnse abdij van Cluny strekte tot voorbeeld. In 1119 werd de basiliek door paus Calixtus II, van Bourgondische afkomst, ingewijd. Gedurende de Honderdjarige Oorlog werd de kerk ernstig beschadigd; alleen de drie schepen bleven gespaard. Pas in de 19de eeuw is men begonnen met een algeheel herstel. Het vloerniveau werd met een meter verhoogd, de daken van de zijbeuken kwamen hoger te liggen, om de muren te verstevigen verdwenen een tiental vensteropeningen. Het portaal werd in 1869 in de geest van Viollet-le-Duc gerestaureerd. In de 20e eeuw zijn oude beelden weer teruggeplaatst, de daken weer bedekt met dakpannen in romaanse stijl, het aantal vensters werd weer vergroot. Een nieuw hoofdaltaar in romaanse stijl werd geplaatst boven de gerestaureerde sarcofaag van de heilige Andochius.

## De kapitelen
De 50 kapitelen in de St. Andoche zijn plastischer dan die in Autun. In de zijbeuken zijn ze versierd met plantaardige motieven; de verhalende kapitelen bevinden zich aan de westkant van de pijlers, behalve bij het eerste paar pijlers. Planten staan in de romaanse kunst voor "orde". De verhalende kapitelen tonen op de 2e pijler: de profeet Bileam met zijn ezelin die hem waarschuwt voor de engel op zijn weg; op de 3e pijler: de Verzoeking van Christus in de woestijn; op de 4e pijler: twee elkaar bevechtende wilde zwijnen met daarachter twee mannen, mogelijk een Galliër en een Romein; op de 5e pijler: een acanthus, in de romaanse kunst het symbool voor "Wederopstanding" en "Onsterfelijkheid".
Rechts, op de zuidzijde, ziet men gaande van de ingang naar het koor op de 1e pijler: twee draken (Leviathan), symbool voor chaos en duivelse machten; op de 2e pijler: de verschijning van de opgestane Christus aan Maria Magdalena; op de 3e pijler: de zelfmoord van Judas; op de 4e pijler: de Vlucht naar Egypte; op de 5e pijler: drie biggen dansen op de muziek van een herder, symbool voor "dierlijke lust en bandeloosheid".
De volgorde van de kapitelen doet vermoeden dat ze in de eerste plaats bestemd waren voor de monniken, die vanuit het zuiden de ruimte betraden. Zij zagen dan naar links en naar rechts kijkend afwisselen een beeld of symbool van het Goed en van het Kwaad. Indien ze voor de leken bestemd waren zou de west-oost volgorde van de beelden meer voor de hand liggen.

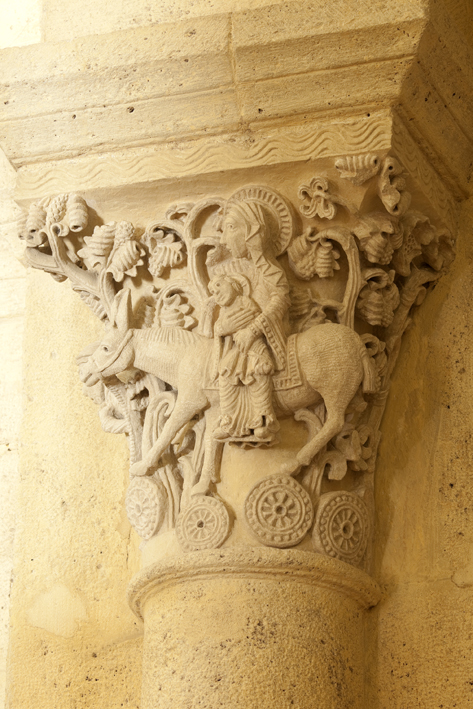
De vlucht naar Egypte
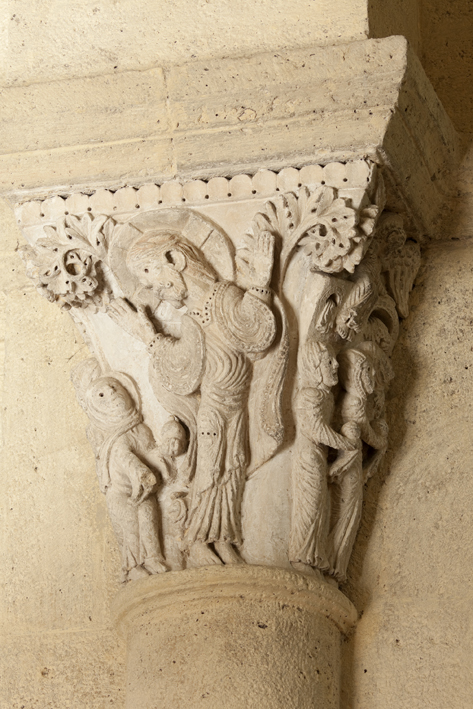
De verschijning van Christus aan Maria-Magdalena
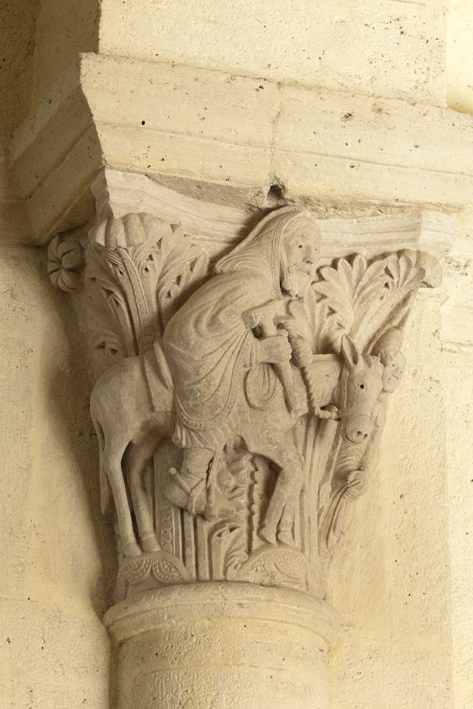
Bileam op de ezelin
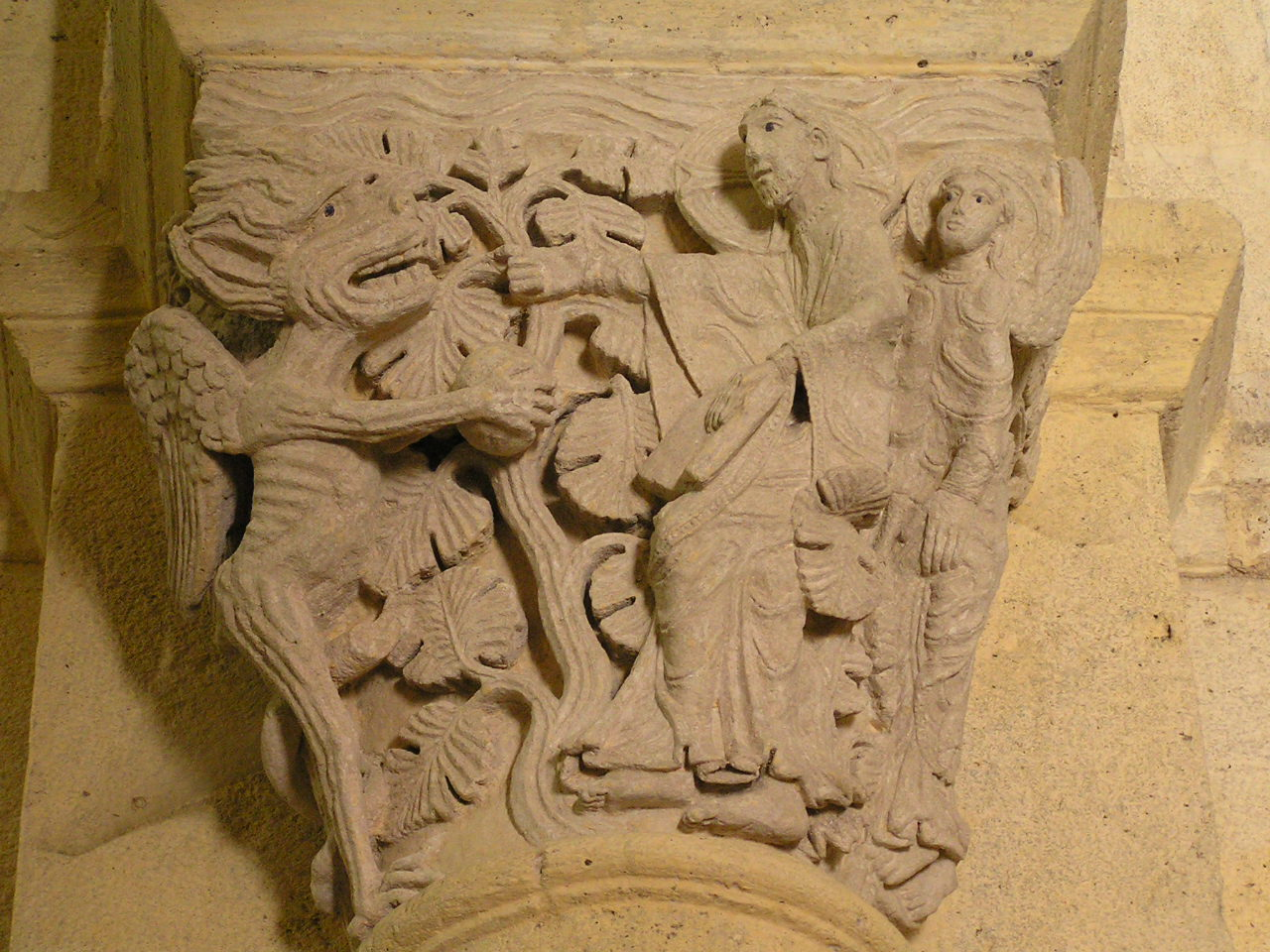
De verzoeking van Christus in de woestijn